# 白老カーランド
白老カーランド（しらおいカーランド、SIRAOI CARLAND,inc.）は、北海道白老郡白老町字竹浦にあったサーキット。略称は、「SCL」。

## 概要
札幌からのアクセスが良好なことから耐久レースやバイクレース・ショップイベントに積極的に利用されていた。またドリフトが可能なコースで主にショートコースを使って開催されていた。

## 沿革
- 1970年（昭和45年）7月 - 坂田工務店がサカタランド内に「北海道スピードウェイ」を創設し、オープン。
- 1973年（昭和48年） - 死亡事故や近隣住民からの騒音に対する苦情、経営難などで廃業を余儀なくされ閉鎖。その後30年近く放置され、無断使用による事故が多発。コース上のアスファルトを一部剥離するなど不法使用の対策が施された。
- 2002年（平成14年）4月29日 - 「株式会社白老カーランド」によって再オープン。
- 2015年（平成27年）11月3日 - 2度目の閉鎖。
- 2016年（平成28年）4月29日 - 「北海道レーシングパーク」によって再々オープン。
- 2017年（平成29年）10月31日 - 3度目の閉鎖。
- 2020年（令和2年）10月30日 - 「白老町竹浦ソーラー発電所」（出力約35MW）として運用開始[1]。

## コース概要

### 北海道スピードウェイ時代
メインコース…全長2553m（2350m）直線800m
サカタランド内に設置され、ヘリポートも完備。観客の収容人数は、約10万人。
オープニングイベントは、SCCN（スポーツカークラブオブニッサン）主催による、高橋国光・砂子義一のニッサンプリンスR380が走行。エキジビションイベントでは、鈴木誠一のセドリックが走行。

### 白老カーランド時代
メインコース…全長2250m 幅員:最大35m 最小10m
ショートコース…全長800m 幅員:最大10m 最小5m
ダートコース・クロスカントリーコース等
再オープンの際に、コースレイアウトが変更できるように改修され、先に寸断されていた舗装の改修が行われた。
コースは、全国的にも珍しい左回りの高速レイアウトとなっていた。2コーナーから緩い登りになっている先の「馬の背」と呼ばれる右コーナーは、クリッピングポイントから急な下り勾配になっているため、続くS字コーナーへのアプローチが難しいコーナーとなっていた。
サーキットコース・ダートコース・ショートコースなどがあり、サーキットコースをメインコースとして使用していた。